# Кастело (Изернија)
Кастело (итал. Castello) је насеље у Италији у округу Изернија, региону Молизе.
Према процени из 2011. у насељу је живело 251 становника. Насеље се налази на надморској висини од 619 м.